# Battaglia di Maxen
La battaglia di Maxen venne combattuta tra il 20 e il 21 novembre 1759 nei pressi di Maxen in Sassonia tra le forze del Regno di Prussia al comando del generale Friedrich August von Finck e quelle della Monarchia asburgica agli ordini del maresciallo Leopold Joseph Daun.
La forza prussiana del generale Finck era stata distaccata dall'armata principale del re Federico II di Prussia per operare contro le retrovie delle forze di Daun, attestate a protezione di Dresda; i prussiani finirono però con il ritrovarsi isolati nella valle intorno a Maxen, finendo con l'essere accerchiati dalle più numerose forze austriache. L'attacco di Daun sferrato il 20 novembre mise in rotta le truppe di Finck, il quale la mattina seguente non poté fare altro che negoziare la resa cadendo prigioniero nelle mani del nemico con tutti i suoi soldati.

## Antefatti
Dopo le sfolgoranti vittorie ottenute negli anni precedenti, il 1759 vide un susseguirsi di gravi insuccessi per le forze del Regno di Prussia, impegnate in una lotta senza quartiere contro una vasta coalizione di nemici comprendente la Monarchia asburgica, il Sacro Romano Impero, il Regno di Francia, l'Impero russo e la Svezia. A causa dell'usura delle sue forze, il re Federico II di Prussia aveva dovuto rinunciare alla strategia, ormai divenuta abituale, di anticipare i movimenti degli avversari sferrando offensive in direzione dei territori occupati dal nemico per tenere invece una condotta più difensiva, volta in particolare a impedire la riunione in un'unica massa degli eserciti austriaco e russo; l'azione del monarca non aveva avuto un esito positivo: sconfitta l'armata prussiana del generale Carl Heinrich von Wedel nella battaglia di Kay il 23 luglio 1759, le forze russe del generale Pëtr Semënovič Saltykov si erano riunite ai reparti austriaci del maresciallo Ernst Gideon von Laudon in Slesia e il 12 agosto seguente avevano inflitto una catastrofica sconfitta ai danni dello stesso Federico II nella battaglia di Kunersdorf.
La sconfitta di Kunersdorf lasciò l'esercito prussiano semidistrutto e la via per Berlino aperta, ma i coalizzati non seppero approfittarne: i russi avevano subito pesanti perdite e, dopo una serie di manovre senza esito, Saltykov riportò le sue forze verso gli acquartieramenti allestiti in Polonia lasciando soli gli austriaci di Laudon, che infine si ritirarono anch'essi dalla Slesia. Mentre gli austro-russi affrontavano Federico in Slesia, una seconda armata austriaca al comando del maresciallo Leopold Joseph Daun aveva operato nelle terre dell'Elettorato di Sassonia, occupate dai prussiani fin dall'avvio della guerra, contro le forze al comando del principe Enrico di Prussia; gli austriaci avevano inizialmente guadagnato terreno arrivando anche a occupare la capitale sassone, Dresda, il 6 settembre, ma il 25 settembre il principe Enrico aveva ottenuto una vittoria ai danni di un distaccamento austriaco nella battaglia di Hoyerswerda: con le sue linee i comunicazione con la Boemia minacciate, Daun dovette ordinare una ritirata verso sud pur continuando a mantenere il possesso di Dresda.
Avuta conferma che i russi si erano ritirati dalla Slesia, Federico aveva ricondotto le forze ai suoi ordini in Sassonia in appoggio al fratello con cui si ricongiunse il 13 novembre; le terre sassoni erano un'importante fonte di approvvigionamenti e reclute per i prussiani, e nonostante la stagione avanzata Federico decise di continuare le operazioni belliche al fine di ricacciare Daun in Boemia e riprendere il controllo di Dresda. Per indurre gli austriaci ad abbandonare la capitale Sassone, il 15 novembre Federico prese la decisione di distaccare dall'armata principale il corpo del generale Friedrich August von Finck, inviandolo a infiltrarsi nelle retrovie di Daun per minacciarne le linee di comunicazione; la mossa, tuttavia, finì inevitabilmente per isolare le truppe di Finck all'interno delle ben più numerose forze austriache, invitando Daun ad attaccarlo.

## La battaglia

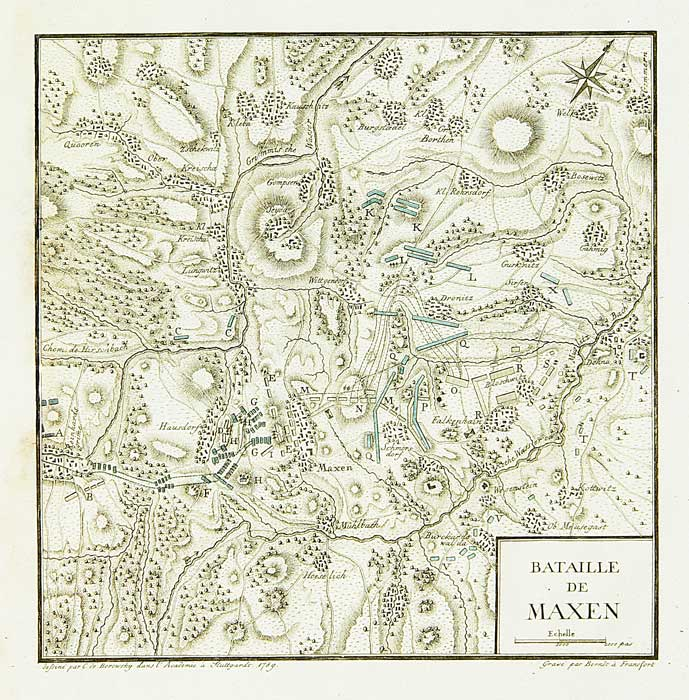
Schema della battaglia in una stampa dell'epoca

Il 19 novembre le forze di Finck, ammontati a circa 14 000 uomini, avevano raggiunto il villaggio di Maxen, situato in una piccola valle dei Monti Metalliferi (Erzgebirge); le forze di Daun, circa avevano invece raggiunto, protette dalla nebbia, la cittadina di Dippoldiswalde a sud-ovest di Maxen, con altre truppe austriache sotto il generale Anton Joseph von Brentano-Cimaroli attestate più a nord tra Wittgendorf e Tronitz e alcuni reparti della Reichsarmee imperiale a guardia di Dohna a nord-est. Mentre Daun faceva accampare per la notte le sue truppe, ammontati a circa 32 000 uomini, Finck si attestò in posizione difensiva sulle colline attorno a Maxen.
La mattina del 20 novembre gli austriaci di Daun si misero in marcia da Dippoldiswalde divisi in quattro colonne dirigendo verso Maxen, mentre anche le forze di Brentano si muovevano in direzione sud per convergere sulla cittadina; il terreno, gelato e coperto da una prima spruzzata di neve, rendeva difficili i movimenti in particolare della cavalleria e dell'artiglieria. L'avanguardia di Daun ingaggiò nei pressi del villaggio di Rheinhadrtsgrimma i primi picchetti prussiani, che dietro istruzioni di Finck si ritirarono dal villaggio; i granatieri austriaci scalarono quindi le alture alle spalle dell'abitato, consentendo alla loro artiglieria di prendere posizione per battere la sinistra dello schieramento dei prussiani. A partire dalle 11:00 un intenso cannoneggiamento si sviluppò da entrambe le parti per i successivi 45 minuti, finché Daun non ordinò di riprendere l'avanzata: cinque battaglioni di granatieri austriaci guidarono l'attacco alle colline poste davanti agli abitati di Wittgensdorf e Maxen, mettendo in rotta i battaglioni prussiani che le tenevano e spingendosi fino a entrare nella stessa Maxen. L'intera ala sinistra dei prussiani si ritrovò quindi isolata dall'ala destra e dovette ripiegare verso nord alla volta del villaggio di Schmorsdorf.

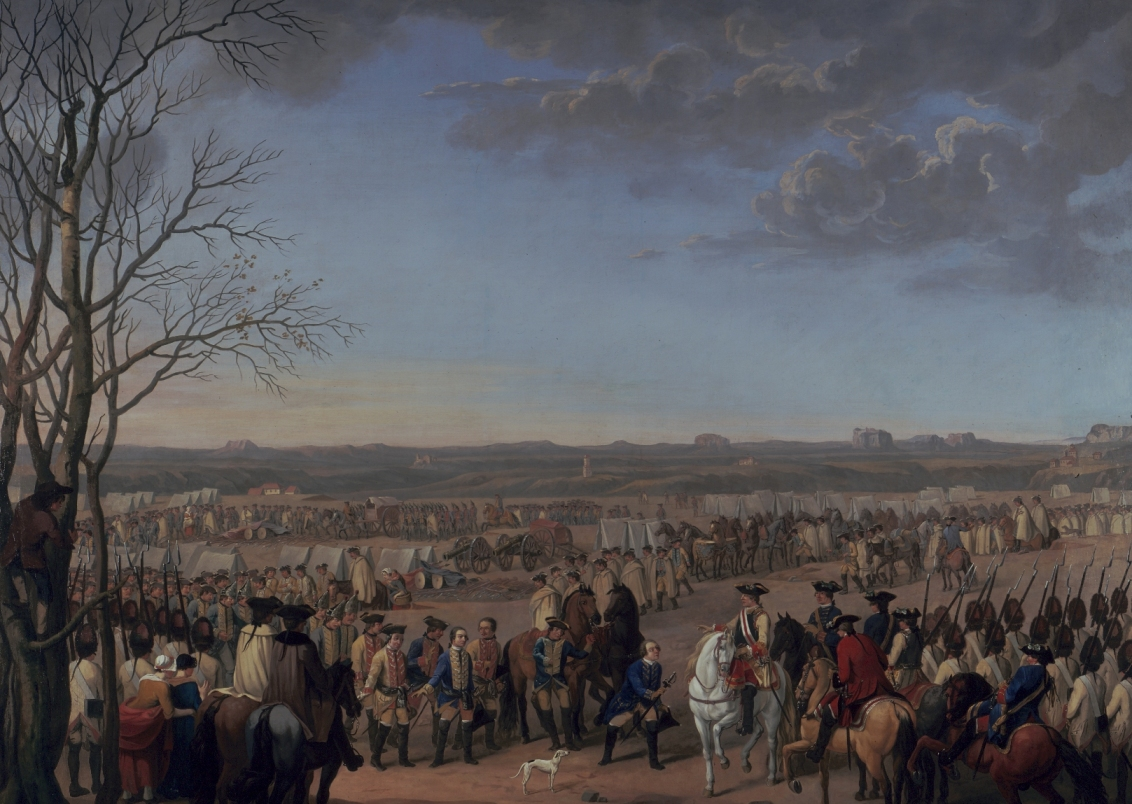
Finck si arrende agli austriaci in un quadro di Hyacinthe de La Pegna del 1760

Nel frattempo, il corpo austriaco di Brentano si era schierato per fronteggiare l'ala destra di prussiani, arrivando ad aggirare la linea nemica; Finck tentò di fermarlo lanciando al contrattacco una formazione di corazzieri, ma i cavalieri prussiani incapparono in un terreno troppo difficile e la loro carica fu facilmente respinta dalla fanteria austriaca. Finck tentò di radunare i suoi reparti ormai in confusione nei pressi di Schmorsdorf, mentre Daun si ricollegava alle truppe di Brentano sulla sinistra; gli austriaci lanciarono quindi un attacco generale che mise in rotta la fanteria prussiana, la quale lasciò in mano al nemico diverse bandiere e cannoni oltre a molti prigionieri. La cavalleria prussiana tentò di contrattaccare, ma fu a sua volta caricata da un reggimento di dragoni austriaci che la mise in rotta.
Finck condusse ciò che rimaneva delle sue forze a riunirsi al contingente del generale Wunsch distaccato per fronteggiare le truppe della Reichsarmee a Dohna; i prussiani erano ormai completamente circondati, mentre gli austriaci, saldamente attestati sulle colline che avevano conquistato, ricevettero nel corso della notte rifornimenti e rinforzi di truppe fresche. Finck progettò per l'indomani, 21 novembre, un tentativo di rompere l'accerchiamento lanciando un attacco a partire da Schmorsdorf, ma la sua fanteria era ormai decimata e infine il comandante prussiano si decise a chiedere la resa al nemico mentre la sua cavalleria, al comando di Wunsch, tentava di fuggire dal campo di battaglia passando attraverso le linee delle truppe imperiali. Daun accolse la richiesta di resa, ma insistette perché essa fosse estesa anche alla cavalleria di Wunsch che Finck sosteneva essere un corpo separato dal suo comando; informato che Wunsch non era riuscito a trovare una via di fuga per i suoi cavalieri, alla fine Finck si convinse a firmare la capitolazione a nome dell'intera sua forza.

## Conseguenze
L'intera forza prussiana di Finck andò perduta nella battaglia, lasciando sul terreno 3 000 tra morti e feriti oltre a 11 000 prigionieri di guerra; il bottino caduto nelle mani degli austriaci comprese anche 71 pezzi d'artiglieria, 96 bandiere e 44 carri di munizioni. Il successo era costato alle forze di Daun solo 984 perdite tra morti e feriti.
La disfatta di Maxen fu un altro duro colpo per i decimati ranghi dell'esercito prussiano, e fece infuriare a tal punto Federico che il generale Finck, dopo la guerra, fu deferito a una corte marziale e condannato a due anni di detenzione. Ad ogni modo, Daun decise di non sfruttare minimamente il successo per tentare manovre offensive e si ritirò nei suoi acquartieramenti invernali nei dintorni di Dresda, segnando la conclusione delle operazioni belliche per il 1759.